# Shifty Adventures in Nookie Wood Tour
Shifty Adventures in Nookie Wood Tour bylo koncertní turné velšského hudebníka a skladatele Johna Calea, které odehrál na podporu svého alba Shifty Adventures in Nookie Wood. Probíhalo v letech 2012 až 2013 ve třech etapách. První začala 3. října 2012 v irském Dublinu a skončila 6. listopadu toho roku v polském Sosnovci, přičemž celkem čítala šestnáct vystoupení, kromě Irska a Polska také ve Spojeném království, Německu, Švýcarsku, Lucembursku, Nizozemsku a Portugalsku. Druhá část, během níž Cale se svou kapelou odehrál čtyři vystoupení, proběhla ve Spojených státech amerických od 4. do 11. prosince. Při těchto čtyřech koncertech mu předskakoval písničkář Cass McCombs. Třetí část začala 8. února 2013 ve francouzském Marseille a skončila 2. března téhož roku v rakouském Linci. Kromě Francie a Rakouska Cale navštívil Belgii, Nizozemsko, Německo a Česko a celkový počet koncertů byl šestnáct. Většina koncertů proběhla bez předskokanů. Došlo však k několika výjimkám. Při koncertu v Paříži v únoru 2013 mu předskakovala hudebnice Lena Deluxe, zatímco v Le Mans o několik dnů později před ním vystoupilo duo Ruby's Allshine.

## Hudebníci
- John Cale – zpěv, klávesy, kytara, viola
- Dustin Boyer – kytara
- Joey Maramba – baskytara
- Alex Thomas – bicí

## Setlist
Setlist se měnil z koncertu na koncert. Výrazně byly zastoupeny nové písně, tedy jak z nejnovější desky Shifty Adventures in Nookie Wood, tak i z o rok staršího extended play Extra Playful. Při každém koncert však zazněly i starší písně, převážně ze sedmdesátých a osmdesátých let. Nejstarší hranou písní byla „Venus in Furs“, kterou Cale nahrál coby člen kapely The Velvet Underground v šedesátých letech. Během turné Cale hrál tyto písně (abecedně):
- „Bluetooth Swings“ (Extra Playful, 2011)
- „Captain Hook“ (Sabotage/Live, 1979)
- „Catastrofuk“ (Extra Playful, 2011)
- „Cry“ (Shifty Adventures in Nookie Wood, 2012)
- „December Rains“ (Shifty Adventures in Nookie Wood, 2012)
- „Dirty Ass Rock 'n' Roll“ (Slow Dazzle, 1975)
- „Face to the Sky“ (Shifty Adventures in Nookie Wood, 2012)
- „Gun“ (Fear, 1974)
- „Guts“ (Slow Dazzle, 1975)
- „The Hanging“ (Extra Playful, 2011)
- „Hedda Gabler“ (Animal Justice, 1977)
- „Helen of Troy“ (Helen of Troy, 1975)
- „Hey Ray“ (Extra Playful, 2011)
- „I Wanna Talk 2 U“ (Shifty Adventures in Nookie Wood, 2012)
- „Mary Lou“ (Guts, 1977)
- „Model Beirut Recital“ (Caribbean Sunset, 1984)
- „Nookie Wood“ (Shifty Adventures in Nookie Wood, 2012)
- „Leaving It Up to You“ (Helen of Troy, 1975)
- „Living with You“ (Shifty Adventures in Nookie Wood, 2012)
- „Pablo Picasso“ (Helen of Troy, 1975)
- „Paris 1919“ (Paris 1919, 1973)
- „Perfection“ (Extra Playful, 2011)
- „Praetorian Underground“ (Caribbean Sunset, 1984)
- „Satellite Walk“ (Artificial Intelligence, 1985)
- „Scotland Yard“ (Shifty Adventures in Nookie Wood, 2012)
- „Ship of Fools“ (Fear, 1974)
- „Things“ (HoboSapiens, 2003)
- „Venus in Furs“ (The Velvet Underground & Nico, 1967)
- „Whaddya Mean by That“ (Extra Playful, 2011)
- „You Know More Than I Know“ (Fear, 1974)

## Koncerty

### První část: Evropské koncerty 2012
| Datum             | Stát               | Město            | Místo                 | Reference |
| ----------------- | ------------------ | ---------------- | --------------------- | --------- |
| 3. října 2012     | Irsko              | Dublin           | Button Factory        | [ 1 ]     |
| 5. října 2012     | Spojené království | Edinburgh        | HMV Picture House     | [ 2 ]     |
| 6. října 2012     | Spojené království | Manchester       | The Ritz              |           |
| 7. října 2012     | Spojené království | Cardiff          | Coal Exchange         |           |
| 10. října 2012    | Spojené království | Cambridge        | The Junction          |           |
| 11. října 2012    | Spojené království | Birmingham       | HMV Institute Library |           |
| 13. října 2012    | Spojené království | Londýn           | Royal Festival Hall   | [ 3 ]     |
| 14. října 2012    | Německo            | Kolín nad Rýnem  | Gloria                |           |
| 16. října 2012    | Německo            | Berlín           | Passionskirche        |           |
| 18. října 2012    | Německo            | Mnichov          | Freiheizhalle         |           |
| 19. října 2012    | Švýcarsko          | Basilej          | Kaserne               |           |
| 21. října 2012    | Lucembursko        | Esch-sur-Alzette | Rockhal               |           |
| 22. října 2012    | Nizozemsko         | Amsterdam        | Paradiso              |           |
| 23. října 2012    | Německo            | Hamburk          | Kampnagel             |           |
| 27. října 2012    | Portugalsko        | Porto            | Casa da Música        |           |
| 6. listopadu 2012 | Polsko             | Sosnovec         | Teatr Zagłębia        |           |

### Druhá část: Americké koncerty
| Datum             | Stát                   | Město              | Místo            | Reference |
| ----------------- | ---------------------- | ------------------ | ---------------- | --------- |
| 4. prosince 2012  | Spojené státy americké | Portland (OR)      | Mission Theatre  |           |
| 6. prosince 2012  | Spojené státy americké | Seattle (WA)       | The Showbox      | [ 4 ]     |
| 9. prosince 2012  | Spojené státy americké | San Francisco (CA) | Regency Ballroom | [ 5 ]     |
| 11. prosince 2012 | Spojené státy americké | Los Angeles (CA)   | El Rey Theatre   | [ 6 ]     |

### Třetí část: Evropské koncerty 2013
| Datum          | Stát       | Město     | Místo                                 | Reference |
| -------------- | ---------- | --------- | ------------------------------------- | --------- |
| 8. února 2013  | Francie    | Marseille | Espace Julien                         | [ 7 ]     |
| 9. února 2013  | Francie    | Dijon     | La Vapeur                             | [ 8 ]     |
| 11. února 2013 | Francie    | Canteleu  | L'Espace Culturel François-Mitterrand |           |
| 12. února 2013 | Francie    | Paříž     | Le Trianon                            | [ 9 ]     |
| 14. února 2013 | Francie    | Angoulème | La Nef                                | [ 10 ]    |
| 15. února 2013 | Francie    | Le Mans   | L'Oasis                               | [ 11 ]    |
| 16. února 2013 | Francie    | St Malo   | La Route du Rock Hiver                |           |
| 18. února 2013 | Belgie     | Gent      | Vooruit                               |           |
| 20. února 2013 | Nizozemsko | Utrecht   | Tivoli                                |           |
| 21. února 2013 | Nizozemsko | Breda     | Mezz                                  | [ 12 ]    |
| 22. února 2013 | Nizozemsko | Groningen | Oosterpoort                           |           |
| 24. února 2013 | Německo    | Hannover  | Capitol                               |           |
| 25. února 2013 | Německo    | Lipsko    | Peterskirche                          |           |
| 27. února 2013 | Německo    | Norimberk | Hirsch                                |           |
| 28. února 2013 | Česko      | Praha     | Roxy                                  | [ 13 ]    |
| 2. března 2013 | Rakousko   | Linec     | Posthof                               | [ 14 ]    |